# Kdeadmin
kdeadmin es un paquete de KDE que contiene herramientas administrativas.

## Lista del software que contiene
- kcmlinuz - Módulo de KControl, que permite al usuario configurar el núcleo Linux.
- KCron - Crontab, un editor del programador de tareas
- KDat - Un archivador de cintas basado en el formato Tar
- KPackage - Un Administrador de Paquetes RPM
- KSysV - Editor para archivos init de estilo SysV
- KUser - Administrador frontend para cuentas de usuarios
- lilo-config - Módulo de KControl que provee un frontend para configurar el cargador de arranque LILO.

- Datos: Q2596101